# 対日理事会
対日理事会（たいにちりじかい、英: Allied Council for Japan、略称：ACJ）は、太平洋戦争に敗北した日本を連合国が占領するに当たり、連合国軍最高司令官総司令部（GHQ／SCAP）の諮問機関として東京に設置された日本占領管理機関である。正しくは連合国対日理事会と呼ぶ。1948年設立のアメリカ対日協議会（American Council on Japan, ACJ）とは別物。

## 概要
対日理事会は、ワシントンD.C.にあった極東委員会の出先機関として設置された。1946年（昭和21年）4月から、1952年（昭和27年）4月までの期間に164回の会合が公開の場で行われた。会議は隔週で開かれた。人員はアメリカ合衆国、イギリス連邦、ソビエト連邦、中華民国の4者の代表で形成され、議長は連合国軍最高司令官の代理であるアメリカ代表が務めた。理事会は「日本に対する降伏条件の実施、占領及び日本管理についての最高司令官との協議及び勧告」を目的とし、任務は、占領下の日本に対する降伏条項や占領管理などのGHQの指令の実施について、連合国軍最高司令官と協議し補佐することであった。また、連合国軍最高司令官に対しては緊急を要する場合を除いて日本への発令の前に、理事会との協議及び通告が課せられたが、最高司令官がこれを適用することは無かった。
極東国際軍事裁判（東京裁判）にも影響力を持っていたほか、ソ連の斡旋により、日本の総選挙で当時の反動分子（軍国主義者・国粋主義者）が数多く選出された場合には、新議員の資格審査を厳しく行い、場合によっては選挙のやり直しをさせるという決議を採択した。また、農地改革に対する精力的な議論がなされ、1946年（昭和21年）6月には最高司令官に対する勧告案も採択されるなど、相当の存在理由を示した。理事会の議題は様々で占領政策全般に亘っている。

## 沿革
対日理事会はジェームズ・F・バーンズ米国務長官により提案された。1945年（昭和20年）10月、バーンズとアヴェレル・ハリマン駐ソ米国大使がヨシフ・スターリンと対日理事会を設置するための会合を開くこととなった。これを知った連合国軍最高司令官のダグラス・マッカーサーはソ連やイギリスが日本の占領政策に介入すると指令の統一ができず、米国の単独占領という日本支配を困難にするという観点から、米陸軍省に対して対日理事会設置の反対を強く表明した。これを受けたバーンズはハリー・トルーマン米大統領と協議の末、対日理事会の権限は縮小され最高司令官と協議、勧告を行う諮問機関としての設置が図られた。
同年12月27日のモスクワ三国外相会議でワシントンD.C.の極東委員会と併せて設置が決定された。会合場所は東京の丸の内明治生命ビル内と定められた。翌1946年4月5日、第一回会合が開かれ、アメリカ合衆国、イギリス連邦（イギリス、オーストラリア、ニュージーランド、インド）、ソビエト連邦、中華民国の4カ国で人員は構成された。米ソ間の冷戦が発生すると徐々に形骸化していき、対日講和条約の発効を機に1952年4月23日の会合を以って役割を終え解散した。

## 各国代表
出典

### アメリカ合衆国代表
- ウィリアム・マーカット（1946年4月5日 - 1946年4月22日）
- ジョージ・アチソン（1946年4月22日 - 1947年8月17日）
- ウィリアム・ジョセフ・シーボルド（1947年9月2日 - 1952年3月18日）

### イギリス連邦代表
- ウィリアム・マクマホン・ボール（英語版）（1946年4月5日 - 1947年8月17日）
- パトリック・ショー（英語版）（1947年9月3日 - 1949年11月7日）
- ウィリアム・ロイ・ホジソン（英語版）（1949年12月7日 - 1952年4月28日）

### ソビエト連邦代表
- クズマ・ニコラエヴィチ・デレビヤンコ（1946年4月5日 - 1947年7月28日）
- アレクセイ・パヴロヴィチ・キスレンコ（ロシア語版）（代行）（1947年8月7日 - 1948年8月31日）
- クズマ・ニコラエヴィチ・デレビヤンコ（1948年8月31日 - 1950年5月27日）
- アレクセイ・パヴロヴィチ・キスレンコ（1950年8月30日 - 1952年4月28日）

### 中華民国代表
- 朱世明（1946年4月5日 - 1947年5月）
- 商震（1947年5月28日 - 1949年5月11日）
- 朱世明（1949年5月11日 - 1950年5月17日）
- 何世礼（中国語版）（1950年6月21日 - 1952年4月28日）